# Elopiformes
Os Elopiformes são uma ordem de peixes actinopterígeos.

## Famílias
Estão descritas as seguintes famílias:
- Elopidae
- Megalopidae